# Pons de Chapteuil

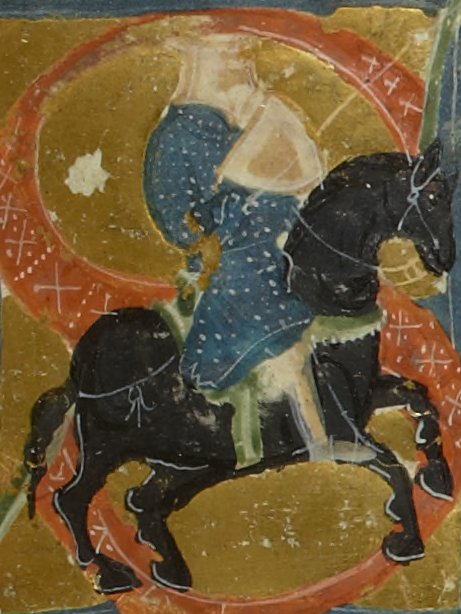
Pons de Chapteuil ou Capduelh à cheval dans un manuscrit du XIII

Pons de Chapteuil (floruit 1190-1237) est un troubadour auvergnat, seigneur de Vertaizon. Ses chansons en langue occitane sont réputées pour leur grande gaieté, la plus connue étant un sirventès sur la Troisième croisade.
Vassal du roi d'Aragon, il était l'ami du comte Guy II d'Auvergne et probablement de la trobairitz languedocienne Clara d'Anduze.

## Nom de famille
Sans qu'il soit possible de déterminer l'exacte raison du nom de Chapteuil, il est émis l'hypothèse que Pons eut un lien avec la municipalité actuelle de Saint-Julien-Chapteuil.
De nombreuses variantes de ce nom lui sont données et attribuées : Pons de Capduelh ou Capdolh en dialecte languedocien, Capduell, Capdveyll, Capdveill en catalan Capduoill, Capdoill en castillan, ou plus communément Chapteuil francisation de son dialecte nord-occitan natal Chaptuelh
Jean Règne le relie à l’abbaye de Mazan  en Vivarais  .  

## Biographie
En 1195, la seigneurie familiale de Vertaizon est attaquée par l'évêque Robert de Clermont alors en guerre avec son frère le comte Guy II d'Auvergne, un ami proche de la famille de Chapteuil. Défait par l'évêque de Clermont, Pons et sa troupe de 123 hommes rendent les armes et font hommage à Robert de Clermont. Combattant du côté du comte Guy II d'Auvergne contre le roi de France Philippe-Auguste lorsque ce dernier conquiert l'Auvergne, il refuse à la suite de la défaite l'hommage à ce dernier qu'il réserve uniquement à la couronne d'Aragon et son roi Pierre II d'Aragon.
Pons a été exilé de sa patrie au milieu de la deuxième décennie du XIIIe siècle, soit le moment de la conquête française de l'Auvergne et la fin du régime comtal de son ami Guy II. Il conserve néanmoins des terres autour du Mézenc, avec Brion, dans l'actuelle Ardèche.
Il parcourut la Proensa (Provence), puis aurait participé à la cinquième croisade, partit pour la  Terre sainte, où, selon la tradition, il serait mort.